# Feengrotten-Kyffhäuser-Weg
Der Feengrotten-Kyffhäuser-Weg ist ein ca. 230 km langer Fernwanderweg in Mitteldeutschland. Er beginnt an den Feengrotten in Saalfeld, folgt dem mittleren Saaletal zur Mündung der Unstrut bei Naumburg und führt von dort bis zum Kyffhäuserdenkmal im gleichnamigen Mittelgebirge bei Bad Frankenhausen.
Markiert wird der Verlauf auf der gesamten Strecke durch einen blauen Balken auf weißem Feld ().
Der Weg verläuft hauptsächlich durch Kulturlandschaft mit schönen Blicken auf Saale und Unstrut und schneidet dabei eine Reihe größerer Ortschaften. Längere Abschnitte des Weges folgen gut ausgebauten, teilweise asphaltierten Radwegen mit den entsprechenden Vor- und Nachteilen für Wanderer.

## Verlauf

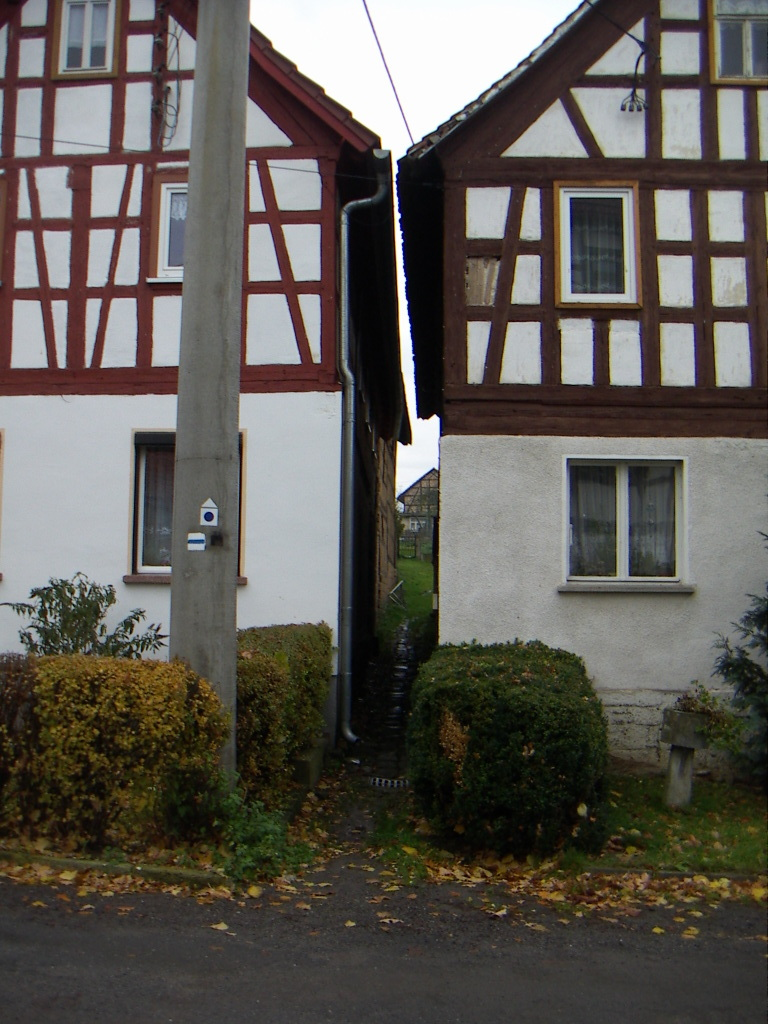
Ungewöhnliche Wegführung in Teichweiden

Der Feengrotten-Kyffhäuser-Weg beginnt an den Feengrotten in Saalfeld. Von dort führt er durch die Saalfelder Innenstadt über den Marktplatz hinunter zur Saale. Entlang dieser folgt er einem Radweg bis zum Dorf Remschütz. Kurz
nach dem Ortsausgang zweigt er in das Melktal ab und führt steil hinauf auf den Kulm. Von dort läuft er über Oberpreilipp zurück hinunter zur Saale und an dieser entlang nach Rudolstadt und hinauf auf die Heidecksburg.
Hier verlässt er für längere Zeit die Saale und führt im großen Bogen über Teichweiden, Großkochberg und den Luisenturm hinauf zur Hohen Straße und an dieser entlang hinunter nach Orlamünde. Hier kreuzt er die Saale und führt in einem weiteren Bogen über Freienorla, den Sandweg entlang, in Richtung Hummelshain. Auf halbem Weg zweigt er links ab, kreuzt den Drehbachgrund und führt zurück in Richtung Saale, die er bei Großeutersdorf erneut quert. Von hier geht es über Kahla hinauf auf die Leuchtenburg.

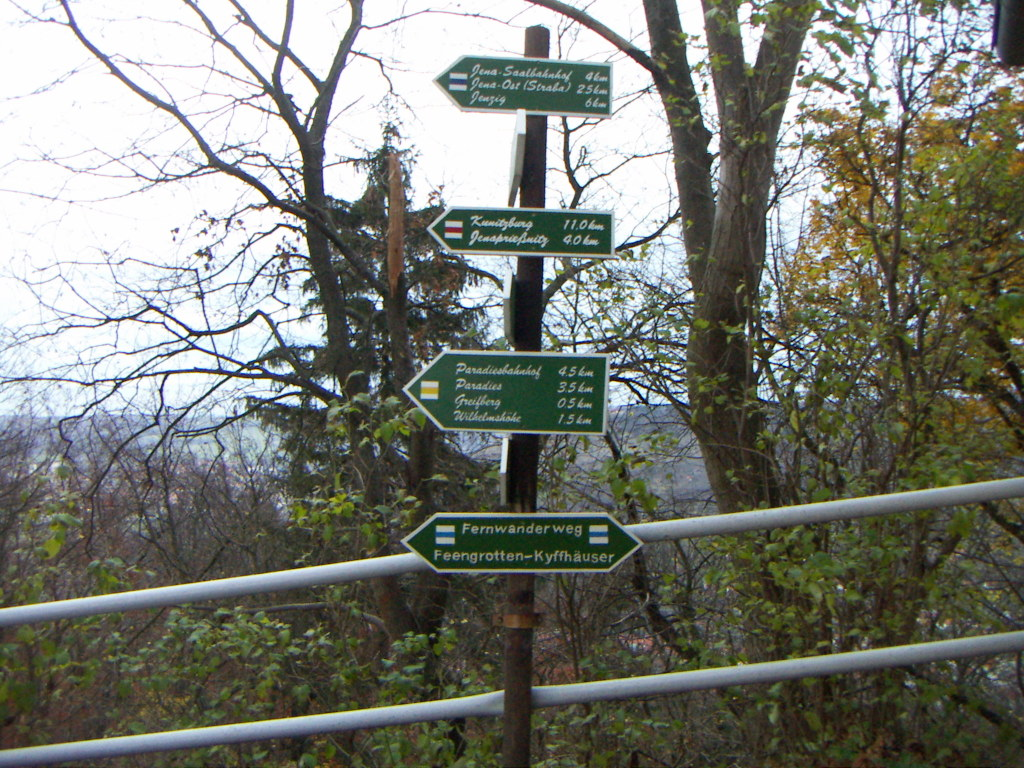
Fernwegweiser am Fuchsturm

An der Leuchtenburg verlässt der Weg vorerst die Saale und führt über Seitenroda, Seitenbrück und Unterbodnitz nach Magersdorf. Von hier folgt er dem Scheibental nach Rothenstein, wo er wieder auf die Saale trifft und ihrem rechten Ufer bis Jena-Lobeda folgt. Nach Unterquerung der A4 und Durchquerung von Lobeda führt er hinauf zur Ruine der Lobdeburg. Von hier führt er im großen Bogen zur Sommerlinde und von dort in einem weiteren Bogen über Burgrabis zum Fuchsturm.
Vom Fuchsturm geht es hinab nach Jena-Ost und gleich wieder hinauf zum Jenzighaus. Auf der Höhe geht es dann im großen Bogen rund um das Tal von Laasan zur Ruine Kunitzburg. Hier beginnt der Abstieg nach Golmsdorf, wonach sofort der erneute Aufstieg auf die Hohe Lehde folgt. Nach Umrundung der
Paterskappe geht es erneut hinab nach Dorndorf-Steudnitz und nach erneuter Überquerung der Saale hinauf nach Dornburg zu den Dornburger Schlössern.
Von Dornburg aus geht es über Hirschroda nach Camburg. Von hier aus folgt der Weg auf weiten Strecken dem Saale-Radwanderweg. Zuerst geht es von Camburg aus bis Kaatschen entlang des linken Saaleufers. Nach Überquerung der Saale biegt der Weg rechts ab und führt über Rödigen zu den Ruinen Saaleck und Rudelsburg. Von hier geht es, wieder dem Radweg folgend, nach Bad Kösen, zurück auf die linke Saaleseite und an Weinbergen entlang im großen Bogen in Richtung Roßbach.
Auf dem Weg von Roßbach nach Kleinjena passiert der Weg die Unstrut-Mündung in die Saale und überquert zwischen Kleinjena und Großjena erstmals die Unstrut. Von hier geht es, nun entlang des Unstrut-Radweges nach Freyburg und hinauf auf die Neuenburg.

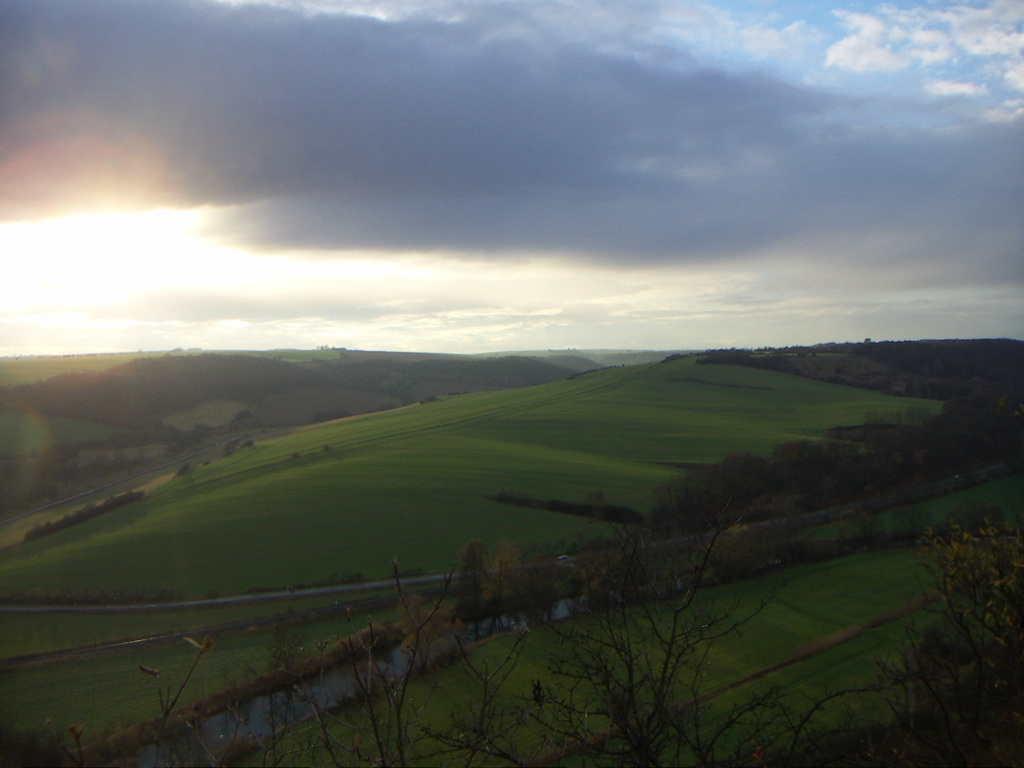
Typische Landschaft entlang der Unstrut

Nun geht es an der Unstrut entlang nach Zscheiplitz. An einem alten Kloster vorbei geht es in mehreren Schleifen durch einen alten Kalksteinbruch und um den Schafberg herum hinunter nach Weischütz. Wieder am Unstrut-Radweg entlang führt der Weg nach Laucha und über ein weiteres Dorndorf nach Burgscheidungen. Hier verlässt er den Radweg, quert die Unstrut und führt an Tröbsdorf vorbei über die Felder nach Nebra.
Von Nebra aus geht es am linken Unstrutufer entlang nach Wangen. Hier biegt der Weg in das Schwalbestal ab und führt hinauf nach Wippach und die Höhe am Bockberg. Nun geht es auf dem Kamm am Wald entlang und schließlich wieder hinab nach Memleben. An der alten Klosteranlage von Memleben wird die Unstrut wieder überquert, wonach es auf dem Damm entlang in Richtung
Wendelstein mit seiner Burg weitergeht.
Von Wendelstein aus hält der Weg geradewegs auf den Ziegelrodaer Forst zu, wobei man am alten Roßlebener Kaliwerk samt Abraumhalde und jetziger Mülldeponie sowie Kompostierungsanlage vorbeikommt. Hat man diese hinter sich gebracht, geht es vorbei an der archäologischen Fundstätte Steinkistengräber hinab nach Roßleben. An der Deponie steht übrigens erstmals ein Wegweiser, der in Richtung Kyffhäuser den „Feengrotten-Kyffhäuser-Weg“ ausschildert, in die Gegenrichtung jedoch den „Kyffhäuser-Feengrotten-Weg“. Dies wird konsequent bis Bad Frankenhausen beibehalten.
Von Roßleben aus geht es durch Felder in Richtung Artern, das man ab Bottendorf dem Unstrut-Radweg folgend über Schönewerda, Kalbsrieth und Ritteburg erreicht. Von dort geht es über Wiesen und Felder nach Ichstedt und Udersleben. Entlang des Randes des Kyffhäusergebirges erreicht man Bad Frankenhausen am Südrand.
Von Bad Frankenhausen geht es nun noch einmal quer durch das Kyffhäusergebirge in Richtung Tilleda, vorbei am Tilledaer Tor, Ameisental, Pfützental und Königsholz. Kurz vor Tilleda biegt der Weg scharf links ab und folgt dem Langen Tal bis zum Abzweig nach rechts hinauf zur Ruine der Reichsburg Kyffhausen mit der Unter-, Mittel- und Oberburg und dem Kyffhäuserdenkmal. Der dortige Wegweiser zeigt 207 km bis Saalfeld, gewandert sollten es jedoch eher 230 km sein.

## Höhenprofil

Höhenprofil des Feengrotten-Kyffhäuser-Weges

Der Weg umfasst zahlreiche, teilweise starke Auf- und Abstiege. Höchster Punkt ist die Hohe Straße zwischen Großkochberg und Orlamünde mit ca. 500 m über dem Meeresspiegel. Tiefster Punkt ist Kleinjena auf Höhe der Unstrutmündung in die Saale mit knapp 100 m. Die nebenstehende Grafik zeigt näherungsweise den Höhenverlaufes des Weges basierend auf Daten aus Google Earth.

## Geschichte
Die Geschichte des Weges liegt etwas im Dunklen. Er soll bereits im ersten Viertel des zwanzigsten Jahrhunderts angelegt worden, dann jedoch in Vergessenheit geraten sein. Erst in den letzten Jahren wurde er neu ausgeschildert und so wiederbelebt.